# FC Sans Pauli
FC Sans Pauli ist eine Schriftfamilie, die im Jahr 2024 für den deutschen Sportverein FC St. Pauli entwickelt wurde. Sie wurde in Zusammenarbeit der Hamburger Designagentur Karl Anders, dem Schriftdesigner Christoph Koeberlin und dem Verein entwickelt. Sie ersetzt die bisher genutzte Hausschrift Futura und soll die visuelle Identität sowie die politische Haltung des Vereins unterstreichen. Die Schriftfamilie wurde unter einer Open-Source-Lizenz veröffentlicht und steht der Öffentlichkeit auf Anfrage beim FC St. Pauli kostenlos zur Verfügung.

## Geschichte
Die Entwicklung der FC Sans Pauli begann im Jahr 2023 im Rahmen eines umfassenden Rebrandings des FC St. Pauli durch die Agentur Karl Anders, die sich vor allem durch einen ganzheitlichen Ansatz der Gestaltung von Markenbildern auszeichnet. Es wurde dabei die Entscheidung getroffen, eine eigene Schriftfamilie zu entwickeln, um sich gestalterisch und lizenzrechtlich von der bisherigen Nutzung der Futura zu lösen. Der Auftrag zur typografischen Umsetzung ging an Christoph Koeberlin, einen bekannten europäischen Typedesigner. Basierend auf der initialen Idee einer linkskursiven Schrift als zentralem Merkmal, erstellte er in Zusammenarbeit mit dem Team von Karl Anders 13 verschiedene Schriftschnitte. Diese wurden dann anhand von Entwürfen für Plakate, Instagram-Posts oder Zeitungen getestet. Der Name FC Sans Pauli ist eine Wortneuschöpfung aus dem Vereinsnamen und dem aus der Typografie bekannten Begriff „Sans“ für serifenlos.
Im September 2024 wurde die Schrift offiziell eingeführt und auf sämtlichen Kommunikationskanälen des Vereins eingesetzt. Damit sollte nicht nur die Markenidentität gestärkt, sondern auch die kulturelle und politische Eigenständigkeit des Vereins betont werden.

## Design
Ein zentrales gestalterisches Merkmal ist ein linkskursiver Schriftschnitt – ein Bruch mit der typografischen Konvention, da kursiv gesetzte Texte in der Regel nach rechts geneigt sind. Diese bewusste Abweichung steht symbolisch für die politische Haltung des Vereins „gegen den Strom“ und verweist zugleich auf dessen linkes Selbstverständnis. Traditionell finden sich linkskursive Schriften zudem in der Kartografie als Kennzeichnung von Gewässern, was auf die Hafenstadt Hamburg verweist.

Die Klebeband-Variante FC Sans Pauli Tape, gemischt mit der Satzschrift (oben) und alleine stehend (unten)

Die Schriftfamilie besteht aus 13 Schriftschnitten, darunter reguläre (Light, Regular, Bold), ein Tape-Schnitt, bei dem die Buchstaben so gestaltet sind, als wenn sie aus Klebeband-Streifen gefertigt wären, eine Stencil-Variante sowie ein Satz speziell entwickelter Rückennummern. Sie unterstützt 383 Sprachen mit einem erweiterten lateinischen Zeichensatz – darunter Aserbaidschanisch, Guaraní und Hausa. Zudem sind alternative Glyphen und OpenType-Features wie Kontextformen, Ligaturen und Sonderzeichen integriert.

Mariensternchen, „Ankersand“ und OZ-Ligatur

Einige Zeichen greifen kulturelle Bezüge zur Stadt Hamburg auf – etwa ein einem Anker nachempfundenes Et-Zeichen („Ankersand“), das Sternchen in Form der Mariensterne aus dem Stadtwappen sowie eine OZ-Ligatur, die den Hamburger Graffiti-Künstler OZ würdigt.

## Barrierefreiheit

FC Sans Pauli für Schaugrößen (oben) und FC Sans Pauli Copy, optimiert für längeres Lesen

FC Sans Pauli wurde mit besonderem Augenmerk auf Barrierefreiheit gestaltet. So verfügen alle Zeichen über Unicode-Werte, die etwa die die Nutzung durch Screenreader unterstützen. Auch inklusive Sonderzeichen wie der Genderstern wurden typografisch berücksichtigt und sind per OpenType-Funktionalität direkt einsetzbar. Neben den linkskursiven Schnitten für Schaugrößen wurden drei aufrechte Text-Schnitte („COPY“) für störungsfreies Lesen gestaltet.

## Rezeption
Im Jahr 2025 wurde die Schrift mit dem renommierten ADC Grand Prix Design des Art Directors Club für Deutschland e. V. ausgezeichnet und gewann mehrere Gold- und Silberpreise. Die Jury des ADC lobte die konzeptionelle Stringenz mit dem Statement: „Stabil links. Eine Schrift zementiert die Haltung einer Marke.“
Auch beim internationalen iF Design Award wurde die Schrift prämiert.

## Bedeutung für den Verein
Die Einführung einer eigenen Hausschrift ermöglicht dem Verein mehr gestalterische Kontrolle. Durch den Umstieg auf eine eigens entwickelte Open-Source-Schrift entfallen Lizenzkosten, wie sie bei der Nutzung kommerzieller Fonts wie Futura angefallen waren. Der Marketingleiter des Vereins, Martin Drust, kommentierte: „Diese Schrift hat nicht nur eine Haltung, sie ist eine Haltung.“

## Vergleich mit anderen Vereinsschriften
Mit der Einführung der FC Sans Pauli reiht sich der FC St. Pauli in eine wachsende Zahl von Fußballvereinen ein, die eigene Hausschriften zur Stärkung ihrer Markenidentität einsetzen. Eigene Hausschriften sind im Profifußball bislang selten. Ein früheres Beispiel in Deutschland ist Hertha BSC, die im Jahr 2020 mehrere eigene Hausschriften einführte, u. a. Hertha HaHoHe, die visuelle Eigenheiten aus der Berliner Fanszene aufgreifen und typografisch mit über 120 Alternativzeichen umgesetzt wurden.
Auch international ist der Trend zur typografischen Markenführung erkennbar: So entwickelte der FC Barcelona im Jahr 2019 mit FC Barcelona Play eine eigene Trikotschrift zur Vereinheitlichung des Markenauftritts und als neues Identifikationselement. Allerdings müssen alle Mannschaften bei Spielen in der ersten spanischen Liga seit dem Jahr 2017 eine von La Liga vorgegebene vereinfachte Schriftart auf den Trikots verwenden. Auch der FC Liverpool nutzt seit dem Jahr 2025 die exklusiven, eigens entwickelten Schriftarten LFC Sans und LFC Serif, die von den Flügeln und Krallen des Vogels im Vereinslogo inspiriert wurden und helfen sollen, die Atmosphäre der Anfield Road einzufangen.
Im Unterschied zu diesen Ansätzen verfolgt der FC St. Pauli mit der Veröffentlichung unter einer Open-Source-Lizenz ein besonders zugängliches und kollaboratives Modell. Die charakteristische linkskursive Gestaltung wird bewusst als zentrales Merkmal eingesetzt und symbolisiert eine Abkehr von konventioneller Typografie – also eine inhaltliche Haltung, nicht nur ein gestalterisches Detail.

## Trivia
FC Sans Pauli war als vermutlich erste Schriftart Thema einer Quizfrage der Sendung Wer wird Millionär?. Am 10. Januar 2025 lautete eine der 30.000-Euro-Fragen, die richtig beantwortet wurde: „Welcher Fußballklub stellte im September eine eigens für den Verein entwickelte Schriftart mit ‚charakteristischer Linksneigung‘ vor?“